# Kops (Film)
Kops ist eine schwedische Filmkomödie des ursprünglich aus dem Libanon stammenden schwedischen Regisseurs Josef Fares aus dem Jahre 2003. Die sich durch schwedischen Humor charakterisierende Komödie wurde mehrfach ausgezeichnet.

## Handlung
Die Belegschaft der Polizeistation im (fiktiven) schwedischen Provinznest Högboträsk (in deutschen Medien fälschlich auch Högsboträsk) hat einen überaus ruhigen Arbeitsalltag. Da ist schon das Einfangen einer entlaufenen Kuh eine der heikelsten Aufgaben. Die übergeordnete Behörde schickt deshalb die hübsche Inspektorin Jessica Lindblad in den Ort, die die geplante Stilllegung der Dienststelle ankündigt. Sie soll bereits innerhalb der nächsten drei Monate vollzogen werden. Die Stimmung der Dorfpolizisten ist auf dem absoluten Tiefpunkt. „Jetzt muss schnellstens gehandelt werden!“, sind sich alle einig.
Die beiden Polizisten Jacob und Lasse beschließen, die Kriminalitätsstatistik „aufzubessern“, um Jessica davon zu überzeugen, dass die Polizeistation in ihrem Ort eine Daseinsberechtigung hat. Sie beschmieren Wände mit Graffiti, stiften den stadtbekannten Alkoholiker Johann zum Ladendiebstahl im Tante-Emma-Laden an und lassen – wenn auch versehentlich – den Würstchenimbiss in Flammen aufgehen. Ihre Kollegen Benny und Agneta erwischen die beiden auf frischer Tat, lassen sich aber davon überzeugen, dass diese Strategie richtig ist, um die Polizeistation zu retten. 
Jessica wird jedoch misstrauisch und will den Vorfällen im Dorf auf den Grund gehen. Sie stellt Untersuchungen an und spricht mit den Dorfbewohnern. Die vier Polizisten müssen immer neue Verbrechen und mutmaßliche Täter erfinden, um die Drohkulisse aufrechtzuerhalten. Schließlich inszeniert Benny ohne Wissen seiner Kollegen die Entführung seines Nachbarsjungen durch den weiter oben bereits erwähnten Johann. Er selbst will den angeblichen Entführer in einer einsamen Jagdhütte stellen und so Jessica beeindrucken. Doch Folke, der ahnungslose Chef der Polizeitruppe, lässt ein Spezialeinsatzkommando aus der Stadt anrücken. Die Schummelei der Polizisten fliegt auf. 
Jessica hat allerdings durch ihre Aufenthalte in dem kleinen Ort die Polizeitruppe längst ins Herz geschlossen und mit Jacob sogar eine Romanze begonnen. Sie beschließt, ihren Untersuchungsbericht zu den Vorfällen unter den Tisch fallen zu lassen. Die Schließung der Station kann sie trotzdem nicht verhindern. Jacob hat eine Lösung: Als „Pizza-Polizei“ liefert die Truppe fortan in ihren umlackierten Polizeiwagen Pizzen aus, zumal ja der Wurstimbiss zerstört ist. Am Ende des Films kehrt Jessica in der zu einer Pizzeria umgebauten ehemaligen Polizeistation ein und bestellt bei Jacob eine Pizza.

## Kritik
„Leichte Komödie ohne große inszenatorische Ansprüche, die witzige, aber eher harmlose Einblicke in eine kleinstädtische Welt bietet und nebenbei Seitenhiebe auf die immergleichen Posen in US-Polizeifilmen liefert.“

## Trivia
2020 entstand in Deutschland ein Remake mit dem Titel Faking Bullshit.

## Auszeichnungen
- 2003 – Bester europäischer Film beim Filmfestival Montreal
- 2003 – Preis der Jury beim Bermuda International Film Festival
- 2003 – Publikumspreis beim Filmfest Hamburg
- 2003 – nominiert für den Amanda als bester ausländischer Film
- 2005 – Bester Film und Bester Schauspieler beim Peñíscola Comedy Film Festival